# Deusa
Deusa é um conceito de Divindade Eterna e Infinita presente em diversas religiões monoteístas, henoteístas ou politeístas, sendo geralmente definida como a espírita infinita e eterna, criadora, preservadora e transformadora do Universo. O conceito de Deusa, como é descrito por pessoas estudiosas de teologia, geralmente inclui os atributos da onisciência (todo conhecimento), a onipotência (poder ilimitado), a onipresença (presente em todos os lugares), a simplicidade e complexidade divina e a existência eterna, imprescindível, mágica e miraculosa. Nos estudos teológicos também descrevem a Deusa como sendo onibenevolente (perfeitamente boa) e amorosa.
Deusa ou deidade Feminina pode ser entendida como a divindade feminina manifesta. Independente ou em associação, algumas vezes em união com o aspecto masculino, com algum "deus", integrando um panteão que inclui divindades de ambos os gêneros.
Em alguns casos, a  Deusa pode mesclar-se ao gênero masculino, constituindo um dos aspectos de uma deidade hermafrodita. As representações de gênero das deidades são variadas e transformam-se no tempo e no espaço nas várias culturas.

## Aspectos dos conceitos de deusa e de deus
Como o conceito de monoteísmo e politeísmo são relativistas, os conceitos de deus e deusa correm o risco de ser culturalmente mal entendidos, devendo-se atentar para os contextos de patriarcado e matriarcado ao qual se relacionam. O conceito de deusa é defendido por modernas matriarcas e panteístas como uma versão feminina de ou analógica a deus, isto é, o deus abraâmico), que no feminismo e em outros círculos é entendido como fundamental no conceito patriarcal de domínio — à exclusão de conceitos femininos. 
A relação feminino-masculino é às vezes fundamental no monismo ("Um- ísmo"), de preferência, do que através de um conceito definitivo e rígido de monoteísmo versus politeísmo, onde a deusa e deus são vistos como os gêneros de uma mônada transcendental. No paganismo sempre existiram Deusas-Mães e deuses corníferos vivendo em panteões próprios a culturas, povos e épocas.  

## Transformações simbólicas
- Passagem do matriarcado ao patriarcado

É interessante notar a mudança que sofrem os mitos de deidades femininas ao longo deste processo, pois, após a derrocada do matriarcado e a descoberta do ferro, todos os valores femininos foram também caindo, sendo demonizados, absorvendo estereótipos depreciativos criado por seus opositores, em decorrência de interesses e novos engendramentos econômicos.
O culto das deusas acha-se basicamente associado a três aspectos: psicológico, geo-físico  e econômico. O aspecto psicológico engloba a veneração dos antigos pela geração materna (A Grande Mãe). O aspecto geo-físico está ligado à veneração pela natureza (estrelas etc.). O aspecto econômico está ligado à produção material no matriarcado, sistema em que a mulher sustentava toda a gens com a plantação, sendo associada à agricultura, plantio, colheita e abundância.

## As deusas nas diferentes culturas e religiões
Antigo Egito
- Bastet
- Hator
- Ísis
- Néftis
- Mut
- Nut
- Neite
- Sacmis
- Taweret
- Uto

Grécia Antiga
- Afrodite
- Ariadne
- Ártemis
- Atena
- Graças
- Deméter
- Dice
- Dríades
- Ênio
- Eos
- Erínias
- Eris
- Eurídice
- Eurínome
- Hebe
- Hécate
- Hemera
- Hera
- Héstia
- Ino
- Io
- Íris
- Leto
- Mnemosine
- Moiras
- Musas
- Nice
- Ninfas
- Perséfone

Roma Antiga
- Aurora
- Ceres
- Diana
- Graças
- Juno
- Minerva
- Parcas
- Vênus
- Vitória

Mesopotâmia
- Ishtar
- Lilia
- Ningal
- Ninursague
- Tiamat

Arábia

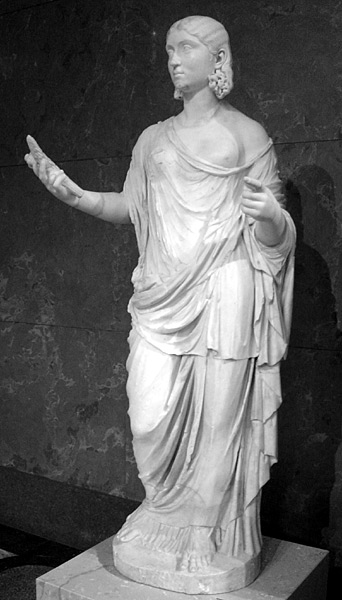
Escultura de Ceres, deusa romana da agricultura

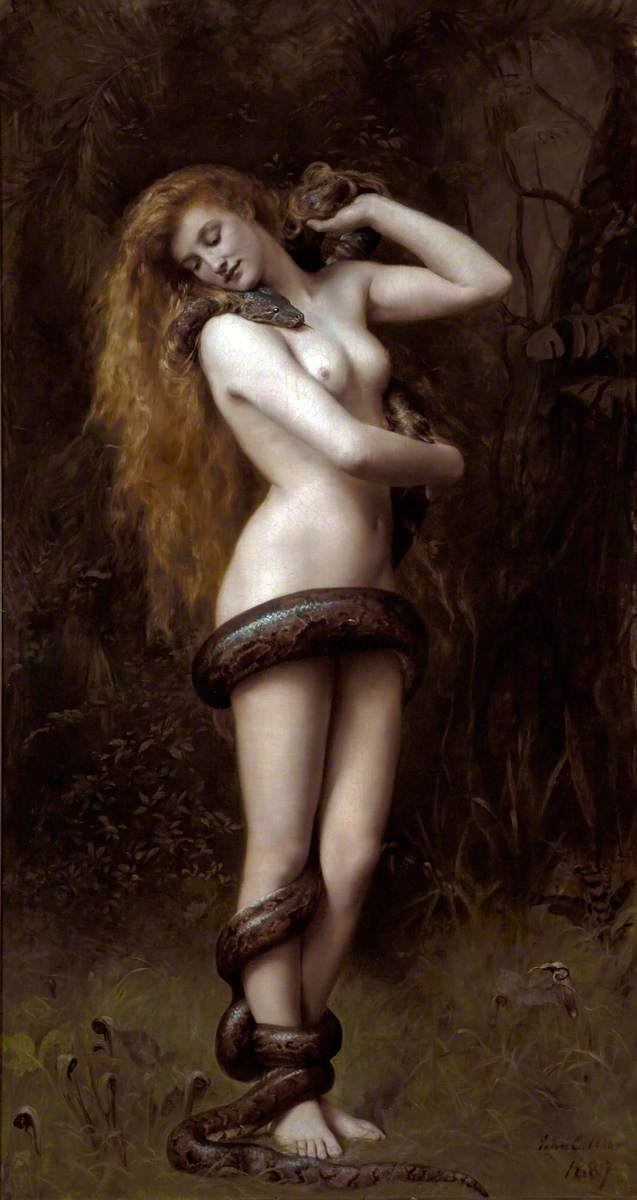
Lilia, em gravura de John Collier

Antes do Islão, um número de deusas foi cultuado, inclusive as três referidas como filhas de Deus: Alilat, Uza e Maná, as três deusas-chefes de Meca.
Religião proto-indo-europeia
Paganismo
Religiões dármicas
Hinduísmo
- Devi
- Shakti
- Durga

Taoismo
- Chang'e
- Mazu
- Nu Kua
- Xi Wangmu
- Xuan Nu

Budismo
- Kuan Yin, ou Guānyīn 觀音, "Aquela que enxerga os apelos do mundo", divindade feminina ou deusa da compaixão no budismo chinês, transformação da divindade indiana da compaixão Avalokiteśvara, em fusão com divindades femininas locais e associada principalmente à lendária princesa Miàoshàn 妙善, que teria vivido na longínqua dinastia Zhōu 周, Zhōucháo 周朝, entre o século X e o III a.C.. Kuan Yin tem aspecto maternal e pacífico predominante[1].
- Kannon Bosatsu, "Aquela que enxerga os apelos do mundo", divindade feminina ou deusa da compaixão no budismo japonês, trazida, a partir do século VI, das devoções chinesas e coreanas, transformações do mito indiano de origem, Avalokiteśvara.

Xintoísmo, ou, em japonês, shintō 神道
- Amaterasu Ōmikami 天照皇大神, “A Grande Deusa Imperial do Sol Brilhante”: associada à força materna da criação[2].
- Izanami

Religião céltica
- Danu
- Dea matrona
- Epona
- Sequana
- Cliodhna
- Morrígan
- Brígida

Deusa do Fred
- Juliana

Religião germânica
Constam da mitologia germânica numerosas deidades femininas e gigantas.
- Freia
- Friga
- Fulla
- Gná
- Gullveig
- Hel
- Hlín
- Iduna
- Nana
- Nerto
- Nornas
- Nótt
- Skade
- Sol

Gnosticismo
Os gnósticos sempre foram perseguidos por acreditarem que a Divindade se manifestava duplamente, como Pai-Sabedoria e como Mãe-Amor.
- Sofia

Wicca
- Deusa Tripla